# Adil Atan
Adil Atan (ur. 1 stycznia 1929 w Adapazarı lub Kocaeli, zm. 18 kwietnia 1989) – turecki zapaśnik. Brązowy medalista olimpijski z Helsinek.
Walczył w stylu wolnym, w kategorii wagowej do 87 kg. Startował również na igrzyskach w Melbourne w obydwu stylach, lecz nie odniósł tam żadnych sukcesów. Zdobył tytuł wicemistrza świata z 1954 roku.
Jego brat İrfan Atan, również był zapaśnikiem i olimpijczykiem.